# Аккрингтон Стэнли (1891)
«Аккрингтон Стэнли» (англ. Accrington Stanley Football Club) — английский футбольный клуб из Аккрингтона, графство Ланкашир. Был основан в 1891 году и расформирован в 1966 году. Выступал в Футбольной лиге Англии с 1921 по 1962 год. Домашние матчи клуб проводил на стадионе «Пил Парк».

## История
Клуб был основан в 1891 году под названием «Стэнли Вилла» (англ. Stanley Villa Football Club). Название было выбрано по месту жительства большинства основателей клуба, которые проживали на данной улице. В 1893 году клуб взял название города и стал называться «Аккрингтон Стэнли», а ещё год спустя вступил в Лигу Аккрингтона и окрестностей (Accrington & District League). Другой клуб из того же города, «Аккрингтон», к тому моменту испытывал серьёзные сложности, и уже к началу XX века «Аккрингтон Стэнли» стал доминирующим клубом в городе. В 1900 году клуб вступил в Комбинацию Ланкашира, впоследствии выиграв этот турнир в 1903 и 1906 году. Согласно данным 1904 года игроки клуба носили красные футболки и тёмные шорты.
В 1921 году клуб подал заявку на вступление в Футбольную лигу, которая была удовлетворена, и «Аккрингтон Стэнли» стал одним из основателей Третьего северного дивизиона Футбольной лиги. Лучшим результатом клуба стало второе место в Третьем северном дивизионе в сезонах 1954/55 и 1957/58. Клуб выступал в Третьем северном дивизионе до 1958 года, а после объединения северной и южной секций и образования Четвёртого дивизиона выступал в Третьем дивизионе. В сезоне 1959/60 клуб занял последнее 24-е место в Третьем дивизионе и выбыл в Четвёртый дивизион. В нём он провёл только один полный сезон. В сезоне 1961/62 клуб снялся с чемпионата 11 марта 1962 года после 33 туров из-за финансовых трудностей. Результаты команды (33 игры, 5 побед, 8 ничьих, 10 поражений, 19 мячей забито, 60 мячей пропущено) были аннулированы.
После выхода из Футбольной лиги клуб вернулся в Комбинацию Ланкашира, вступив во второй дивизион этого турнира. В сезоне 1963/64 команда выиграла второй дивизион Комбинации Ланкашира. После четырёх сезонов в этом турнире клуб был расформирован в 1966 году. Два года спустя был основан новый клуб с тем же названием, существующий до сих пор.

## Достижения
- Комбинация Ланкашира
  - Чемпион: 1902/03, 1905/06
  - Чемпион дивизиона 2: 1963/64